# Habitatge al carrer Nou, 9 (Vilamitjana)
L'Habitatge al carrer Nou, 9 és un edifici de Tremp (Pallars Jussà) protegit com a Bé Cultural d'Interès Local.

## Descripció
L'edifici situat al carrer Nou és una mostra d'arquitectura popular tot i que molt remodelada. En aquest sentit es poden veure les diferents inclusions tant a nivell d'obertures com a nivell d'operacions de remunta. Tot i això cal destacar el portal d'accés amb dovelles regulars, amb els brancals construïts amb carreus disposats en forma de zig-zag.